# Pohang
Pohang é uma cidade sul-coreana da província de Gyeongsang do Norte. Possui uma população de 520 305 pessoas, tendo a maior população da província de Gyeongsang do Norte e a terceira maior área da Coreia do Sul. É o principal Porto Marítimo na região de Daegu-Gyeongbuk. A área de Pohang está localizada na foz do Rio Hyeongsan e é dividida em dois distritos (gu): Buk-gu ou Distrito do Norte (북구/北區) e Nam-gu ou Distrito do Sul (남구/南區).

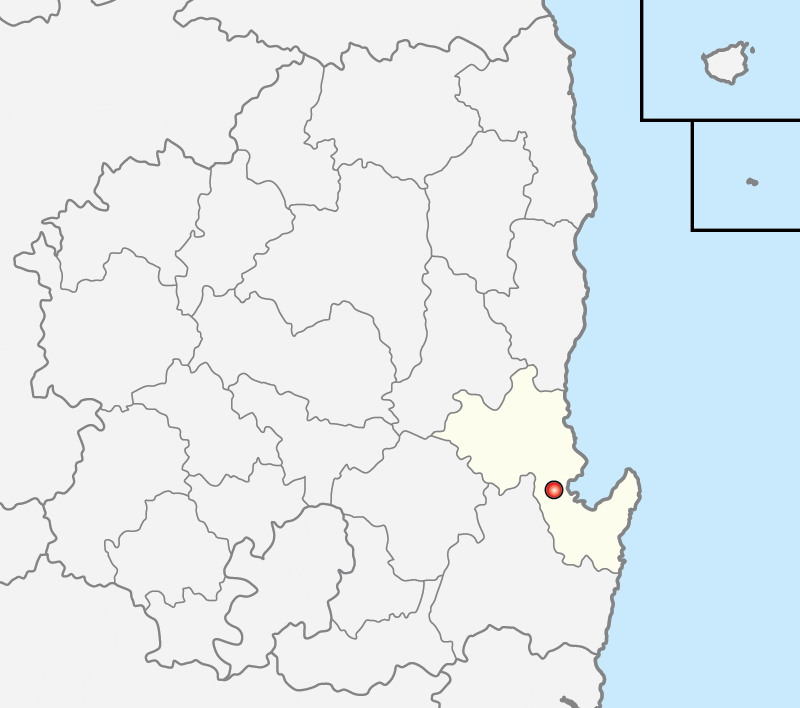
Localização na província de Gyeongsang do Norte.